# Pts.OF.Athrty
A Pts.OF.Athrty a Linkin Park első kislemeze a Reanimation című albumukról. A kislemezen a Hybrid Theoryn megtalálható Points of Authority, High Voltage és a By Myself remixe van. A Pts.OF.Athrtyt Jay Gordon, a H! Vltg3-t az Evidence és Pharoahe Monch, a By Myselfet pedig Marilyn Manson remixelte. A Points of Authority és a High Voltage ugyanaz mint ami a Reanimation-ön megtalálható, de a Buy Myself csak a kislemezen, a Reanimation japán változatán és az iTuneson vásárolton van rajta.

## Számlista
Pts.OF.Athrty CD kislemez 
1. Pts.OF.Athrty
2. Buy Myself

H! Vltg3/Pts.OF.Athrty CD kislemez
1. H! Vltg3
2. Pts.OF.Athrty
3. Buy Myself

H! Vltg3 hanglemez

A oldal
1. H! Vltg3

B oldal
1. H! Vltg3 (instrumentális)
2. H! Vltg3 (A Cappella)

## Klip
A Points of Authority remixének a klipjében végig CGI animáció van. Robotok harcát lehet benne látni.
Az összes bandatag feje egy számítógépre van kötve, ezek irányítják a Földet.
A klip végén a földönkívüliek parancsnoka megpróbálja legyőzni a bandatagok által kiengedett kék polipot, de meghal.
Joe Hahn a rendező elmondta, hogy ezek az emberiség pusztulása után történnek és csak a bandatagok feje maradt meg. A klipet a Final Fantasy: The Spirits Within film inspirálta.
A Points of Authoritynak a Hybrid Theoryról egy koncertfelvétele is van.

## Toplisták
| Toplista (2004)                 | Legjobb hely |
| ------------------------------- | ------------ |
| UK Singles Charts               | 9            |
| Germany Singles Charts          | 31           |
| Australia Singles Charts        | 44           |
| Italy Singles Charts            | 39           |
| US Billboard Modern Rock Tracks | 29           |

## Külső hivatkozások
- Pts.Of.Athrty dalszövege
- By Myself dalszövege
- Points of Authority hivatalos klip Archiválva 2019. augusztus 29-i dátummal a Wayback Machine-ben (FLV fájl)
- Pts.Of.Athrty remix klip Archiválva 2019. augusztus 29-i dátummal a Wayback Machine-ben (FLV fájl)